# Scotopelia
Scotopelia là một chi chim trong họ Strigidae.

## Các loài
- Scotopelia bouvieri
- Scotopelia peli
- Scotopelia ussheri